# ゲオルゲ・ブクル
ゲオルゲ・ブクル（Gheorghe Bucur, 1980年4月8日 - ）は、ルーマニアの元サッカー選手。現役時代のポジションはFW。ルーマニアリーグで2004-05シーズン (21得点) 、2008-09シーズン (17得点) の二回に渡り、得点王に輝いている。

## 経歴
FCスポルトゥル・ストゥデンツェスク・ブカレストにて頭角を現し、ストゥデンツェスクでは、169試合出場で76得点を記録した。2003-04シーズンは二部で29得点を挙げ昇格に貢献し、2004-05シーズンには一部得点王にもなった。
2005年にFCティミショアラへ移籍。スランプを経て2007-08シーズンに16得点、2008-09シーズンに17得点を挙げた。2009-10シーズンのUEFAチャンピオンズリーグ予選のシャフタール・ドネツク戦では2得点の活躍を見せた。
2010年2月、ストゥデンツェスク時代の恩師ダン・ペトレスク率いるロシアのクバン・クラスノダールへ移籍した。

### 代表
2005年にルーマニアA代表に選出。2005年6月8日、アルメニア戦で代表初得点を記録。